# Салащенко, Николай Николаевич
Николай Николаевич Салащенко (1 ноября 1941, Уссурийск — 25 января 2024) — физик, специалист в области создания многослойной рентгеновской оптики, член-корреспондент РАН, лауреат премии имени А. Г. Столетова (2008). Работал в Институте физики микроструктур РАН.

## Биография
Родился 1 ноября 1941 года, в Уссурийске Приморского края.
В 1965 году окончил Горьковский политехнический институт, специальность — «радиотехника».
В 1991 году защитил докторскую диссертацию.
В 2000 году избран членом-корреспондентом РАН.
Николай Николаевич Салащенко умер 25 января 2024 года.

### Научная и общественная деятельность
Главный научный сотрудник Института физики микроструктур РАН (заведующий отделом физики и технологии металлических наноструктур).
Специалист в области создания физических основ нанесения метастабильных многослойных и нанокластерных пленочных структур, исследования их свойств.
Соруководитель, совместно с С. В. Гапоновым, научной школы «Создание физических основ нанесения метастабильных многослойных и нанокластерных пленочных структур, исследование их свойств».

## Награды
- Государственная премия СССР (в соавторстве, за 1991 год) — за создание многослойной оптики мягкого и ультрамягкого рентгеновского диапазона длин волн
- Премия имени А. Г. Столетова (совместно с Н. И. Чхало, за 2008 год) — за серию работ «Развитие многослойной рентгеновской оптики и применение в физических экспериментах и научном приборостроении»
- Благодарность Президента Российской Федерации (5 февраля 2024 года, посмертно) — за заслуги в развитии отечественной науки, многолетнюю плодотворную деятельность и в связи с 300-летием со дня основания Российской академии наук[2]